# Ophion rostralis
Ophion rostralis är en stekelart som beskrevs av Meyer 1935. Ophion rostralis ingår i släktet Ophion och familjen brokparasitsteklar. Inga underarter finns listade i Catalogue of Life.